# 买肖城之战
买肖城之战為於675年农历九月爆发，新罗与唐朝之間的军事冲突，朝鲜半岛称之为买肖城大捷。

## 背景
670年至675年，新罗在唐朝协作下灭亡了百济、高句丽之后，与唐朝驻军爆发了战争，史称罗唐战争。唐亡百济、高句丽后，分别于其地建熊津都督府、安东都护府，意欲长期直接管理，而新罗则急于争夺百济、高句丽故地，称雄半岛，最终导致战争。中国《新唐书》等与高丽史书《三国史记》对此战的结果大相径庭。

## 中国史书记载
咸亨五年，新罗纳高句丽叛众，略百济地，引起唐朝不满，七重城之战，新罗大败。唐朝命令李谨行为安东镇抚大使，屯军买肖城，三次击败新罗，金法敏遣使入朝谢罪，贡篚相望，唐朝改变了以金仁问替换金法敏的命令。

## 韩国史书记载
九月二十九日，李谨行率兵二十万，屯兵买肖城，被新罗军队击败，虏获战马三万三百八十匹，和一些兵仗。新罗遣使入唐贡方物。

## 分析
《三国史记》记载新罗在取得如此之大的胜利之后，反向唐纳贡方物，而且《三国史记》在新罗文武王十五年，即唐上元二年（675年）的二月和九月，重复描述了两次七重城之战和遣使入唐谢罪。第一次是金富轼照抄中国史书，发生在七重城之战后；第二次是照抄新罗史料的，发生在买肖城之战后。因此这两次遣使入贡，就同两次七重城之战一样，其实是一次。如果此论断成立，那么买肖城之战就是新罗遣使入贡请罪，唐赦免其过时的一场大战。因此，新罗人必须极力把买肖城之战渲染成一次大胜仗，以突出自己是以一种高姿态接受唐朝的重新册封的。
李谨行所率唐军，《三国史记》卷7曾两次提到：“（671年）九月，唐将军高侃等，率蕃兵四万到平壤，深沟高垒侵带方；（672年）秋七月，唐将高侃率兵一万，李谨行率兵三万，一时至平壤，作八营留屯。”中国史书的相关记载，当时唐军每道行军总管大约率兵两万左右。双方的记载互相印证，高侃与李谨行共有兵四万左右。上元元年（674年），刘仁轨为鸡林道大总管，讨伐新罗，次年（675年）二月，刘仁轨在七重城击败新罗军后，率军回国用于西线对吐蕃作战。而“诏李谨行为安东镇抚大使，屯新罗之买肖城以经略之”。李谨行继续率领四万人左右军队驻扎。买肖城之战时，当年九月，《三国史记》突然称李谨行率兵二十万，明显夸大了唐军的兵数。这种夸大其词在《三国史记》其他地方也有。
李谨行在儀鳳二年（677年）调任积石道经略大使， 防备吐蕃。这与李谨行全军覆没不符。《新唐书》没有记载买肖城大败，关于此李谨行也并无任何受处罚的记载。 唐高宗永徽三年（652年），全国的户数为380万户，以10户一兵算，此时唐朝全国的总兵力也不过几十万。除去各地驻防，防备吐蕃以外，朝鲜半岛不可能有20万部队。
买肖城的地理位置，可确定在七重城以南。再打下去，新罗不仅要失去百济故地，其本土亦恐有失。金法敏才再次上表谢罪，请求唐朝撤兵。唐朝准其所请，诏金仁问还京，下诏恢复金法敏官爵，仍为新罗王鸡林州大都督。从长安到买肖城有数千公里的距离，上元二年二月刘仁轨七重城大败新罗军后，金法敏为保持既得利益，避免覆灭厄运，即已派使入唐谢罪。唐批复传达到前方部队前，唐军与新罗军进行了三场战斗，战争的结果是唐军获胜，《资治通鉴》所载“三战皆捷”。
三国史记记载：“至乙亥年（675年），唐兵来，攻买苏川城，元述（金庾信之子）闻之，欲死之，以雪前耻，遂力战有功赏”。如果买苏川城是买肖城，说明新罗军在买肖城之战中获得少数胜利。日本史书记载：“天武四年（675年）十月丙戌，自筑紫贡唐人三十口。则遣远江国而安置。”与唐作战的当时只有新罗，新罗使者在筑紫，因此，30名唐人是新罗送来的。这一事件发生在买肖城之战后不久，唐人应该是新罗军在买肖城之战中俘获的。不过从人数上看，买肖城之战战果不大。从后来的情况看，新罗在唐军主力早已撤走的情况下，仍不敢跨过浿江（今朝鲜大同江）。　 　
历史学家拜根兴认为，唐朝当时的主要作战方向是吐蕃，因此在与新罗作战时回撤，是为了集中精力对付吐蕃，因此选择了撤军，而撤军过程中丢弃了一些马匹和兵仗，这就是三国史记记录买肖城大捷，缴获大量马匹兵仗却没有记载整个战争过程的原因。
《三国史记》记载买肖城之战“得战马三万三百八十匹”，同样是不可信的。贞观十九年（645年）唐太宗征讨高句丽，唐军“士十万，马万匹”，李谨行在买肖城被缴获了3万多匹战马，明显是夸张描写。